# 朴晩元

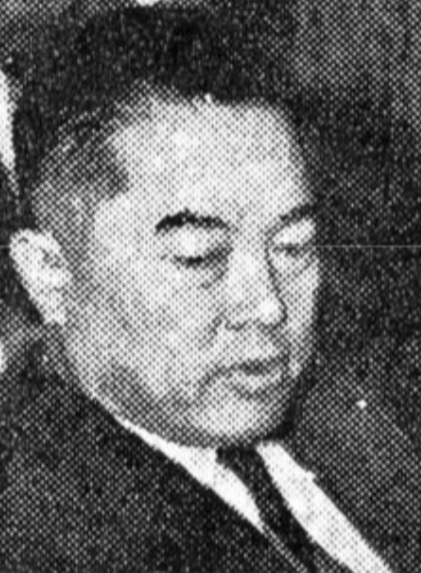
1958年

朴 晩元（パク・マヌォン、パク・マノン、朝鮮語: 박만원、1911年10月1日 - 1982年11月7日または11月27日）は、日本統治時代の朝鮮の銀行員、大韓民国の政治家。元自由党の経済政策のブレーンで、第2・3・4代韓国国会議員。
元国会議員の韓柄寀は娘婿。

## 経歴
慶尚北道（現・大邱広域市）軍威郡出身。京城帝国大学（現・ソウル大学校）文学部卒。朝鮮殖産銀行全州支店長・木浦支店長・大邱支店長・計理部長、国会財政経済委員長・予算決算委員長、自由党軍威郡党委員長・中央党政策委員・政策委員長・党務委員、高等考試委員を務めた。4・19革命以降は投獄され、浪人生活を経て1967年の第7代総選挙では新民党の公認を受けて出馬したが落選した。同年普国証券会長。
1982年11月27日、持病によりソウル市龍山区の自宅で死去。享年72。